# فيليبي رودريغيز
فيليبي رودريغيز (بالإسبانية: Felipe Jorge Rodríguez) (26 مايو 1990 الأوروغواي - ) هو لاعب كرة قدم أوروغواني، يلعب كلاعب وسط.

## مسيرته

### مسيرته مع الأندية
- 2012 - 2013 لعب مع نادي سيرو 12 مباراة.
- 2013 - 2014 لعب مع التانك سيلي 3 مباريات.
- 2014 - 2014 لعب مع بوسطن ريفر 14 مباراة سجل خلالها 4 أهداف.
- 2014 - 2015 لعب مع التانك سيلي 14 مباراة سجل خلالها هدفين.

## روابط خارجية
- فيليبي رودريغيز على موقع قاعدة بيانات كرة القدم.إي يو (الإنجليزية)
- فيليبي رودريغيز على موقع Soccerway.com (الإنجليزية)
- فيليبي رودريغيز على موقع AS.com (الإسبانية)